# J Nor
J Nor (Jay Nor, J-Nor) je hrvatski glazbeni sastav iz Splita. 

## O sastavu
Nastali su u Splitu 2010. godine. Za se kažu da sviraju rock, "narančasti pop", "svemirski punk" i slično. Kantautor projekta je Femi Ariyo. Prvi album Airborne izdali su 1. siječnja 2012. godine i postavili na svojim službenim stranicama na Facebooku.

## Diskografija
- Airborne, 2012.

## Članovi
- Femi Ariyo

## Vanjske poveznice
- Facebook
- Facebook
- Bandcamp
- Facebook